# Nikanor Pujić
L'archimandrite Nikanor Pujić (en serbe cyrillique : Никанор Пујић , nom séculier Nikola Pujić, en serbe cyrillique: Никола Пујић), né le 16 décembre 1890 à Mali Izvor (Royaume de Serbie) et mort le 4 janvier 1977 au monastère de Suvodol, est un théologien orthodoxe. Il est l'archimandrite du monastère de Suvodol, près de Trstenik et un des plus importants higoumènes de Église orthodoxe serbe du XXe siècle.

## Biographie
L'abbé Nikanor (Pujić) est né le 16 décembre 1890 dans le village de Mali Izvor près de Zaječar, de parents pieux et vertueux. Au baptême, il s'appelait Nikola.
Il a commencé son voyage monastique en 1905 lorsqu'il est venu au monastère de Ravanica près de Ćuprije, sous l'abbé Josif (Gavrilović). Il a été ordonné moine le 1er janvier 1908 à Ravanica, par la main de l'archimandrite Makari Miletić, recevant le nom monastique de Nikanor. Il était autrefois clerc du diocèse de Timoč. En 1935, il est admis au clergé de l'Éparchie de Braničevo, où il est l'aîné du monastère de Vitovnica près de Petrovac na Mlavi, puis un frère du monastère de Ravanica. En 1952, il a déménagé au monastère de Manasija près de Despotovac, et de là, il est retourné dans le diocèse de Timoč, au monastère de Bukovo.
Le 8 décembre 1961, à l'invitation de l'évêque de Timočki, M. Emilijan Piperković, il se rendit au monastère de Bukovo près de Negotin, où il fut nommé prêtre du monastère et resta en fonction jusqu'en 1972. Le 12 février 1972, par décision de l'évêque de Timočki, M. Metodije Muždeka, le chef du monastère de Suvodol près de Zaječar a été nommé abbé.
Il mourut le 4 janvier 1977 au monastère de Suvodol et fut enterré à côté de l'autel du monastère.